# William Amherst (General)

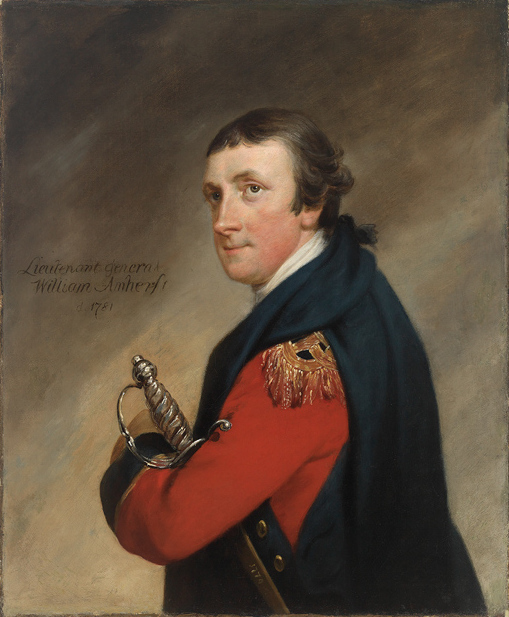
Lt.-Gen. William Amherst, 1779

William Amherst (* 5. Februar 1732 in Sevenoaks, Kent; † 13. Mai 1781) war ein britischer Heeresoffizier und Politiker.

## Leben
Er war der vierte und jüngste Sohn des englischen Rechtsanwalts Jeffrey Amherst (1677–1750) aus dessen Ehe mit Elizabeth Kerrill. Zu seinen älteren Brüder zählten der Field Marshal Jeffrey Amherst, 1. Baron Amherst (1717–1797) und der Admiral John Amherst (1718–1778).
Er trat 1755 als Ensign des 1st Regiment of Foot Guards in die British Army ein. 1757 wurde er zum Lieutenant und Captain und 1765 zum Lieutenant-Colonel befördert. Im September 1762 siegte er im Siebenjährigen Krieg in der Schlacht am Signal Hill gegen die Franzosen und konnte daraufhin die St. John’s in Neufundland zurückerobern. 1766 wurde er zum Colonel befördert. 1769 ließ er auf seinen Ländereien in Ryde auf der Isle of Wight ein Herrenhaus errichten, das er nach seinem Sieg St John's House nannte.
1766 wurde er als Abgeordneter für das Borough Hythe in Kent ins britische House of Commons gewählt. Ab 1768 bis 1774 war er Abgeordneter für das Borough Launceston in Cornwall. 1744 wurde er zum Lieutenant-Governor von St. John’s, Neufundland, ernannt.
Ab 1775 bis zu seinem Tod war er Colonel des 32nd Regiment of Foot. 1777 wurde er zum Major-General befördert, 1778 zum Adjutant-General to the Land Forces ernannt und 1779 zum Lieutenant-General befördert. Zeitweise war er auch Aide-de-camp für König Georg III.
Er starb 1781 und wurde in Sevenoaks begraben.

## Ehe und Nachkommen
Am 31. März 1766 heiratete er Elizabeth Paterson. Mit ihr hatte er mindestens zwei Kinder:
- William Pitt Amherst, 1. Earl Amherst (1773–1857);
- Elizabeth Frances Amherst ⚭ Hon. John Hale.